# 逆溫

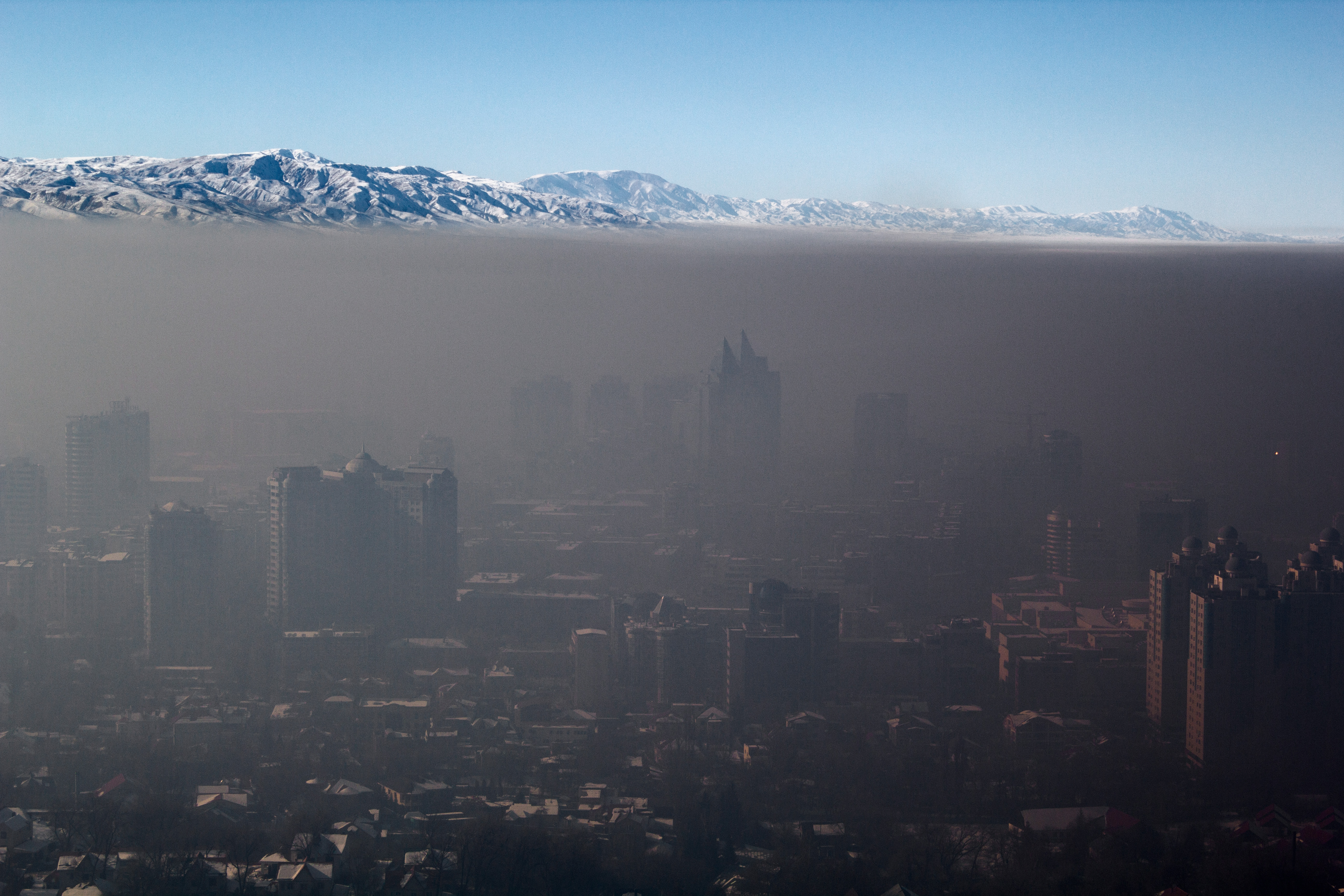
因為逆溫而無法散去的汙染物，攝於哈薩克阿拉木圖。

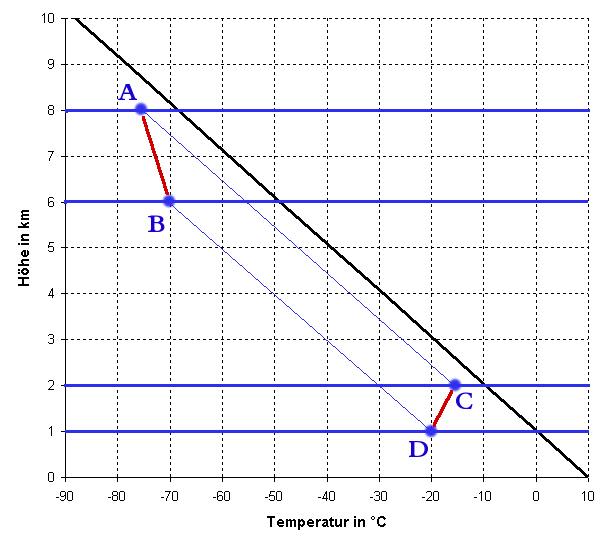
y軸為地表上的高度，x軸為溫度，正常條件下的大氣狀態

逆溫（英語：temperature inversion）現象是一種氣象學的現象，指地面上的溫度隨著高度越高而增加，與高度越高溫度下降的正常現象相反，通常因高壓籠罩，不易空氣對流所致。因為較高的暖空氣覆蓋著較低的冷空氣，可能會導致空氣汙染物無法散出，影響當地居民和其他生物的健康，1952年倫敦煙霧事件即為一著名案例。

## 成因
1. 輻射逆溫：最常見於冬天晴朗無風的夜晚。因地表散熱快，反而比其上層之氣溫更低，故形成下冷上熱的現象。
2. 山地逆溫：冬季冷空氣重，易沉聚谷底，造成下冷上熱的現象。（例子：果樹、蔬菜等農作物不栽植於谷底）
3. 沉降逆溫：寒流來臨時，冷空氣潛入暖空氣下，造成乾燥且多霧天氣。
4. 鋒面逆溫：因為鋒面而使冷空氣在下、熱空氣在上，導致溫度由低處往低高處增加，直到高過熱氣團後才逐漸降溫。